# 소셜 네트워크 (영화)
《소셜 네트워크》(The Social Network)는 페이스북의 탄생 실화를 바탕으로 만든 2010년에 개봉한 미국의 드라마 영화로서, 데이비드 핀처가 감독을 맡았고, 제시 아이젠버그, 앤드루 가필드가 주연을 맡았다. 영화 《소셜 네트워크》는 미국 소셜 네트워크 서비스인 페이스북의 설립 과정을 담은 벤 메즈리치의 《The Accidental Billionaires》의 실제 이야기를 바탕으로 만들어졌다.
미국의 영화 포스터에서는 "YOU DON'T GET TO 500 MILLION FRIENDS WITHOUT MAKING WITHOUT A FEW ENEMIES(5억 명의 친구들을 만들기 위해서는 친구와 등을 돌려야 한다)"라는 표제를 사용하였고 한국에서는 "5억 명의 온라인 친구 / 전 세계 최연소 억만장자 / 하버드 천재가 창조한 / 소셜네트워크 혁명!"이라는 문구를 사용하였다.

## 줄거리
2003년 10월, 하버드 대학의 학생 마크 저커버그는 자신의 여자친구 에리카 올브라이트에게 차인다. 기숙사 방으로 돌아온 마크 저커버그는 자신의 라이브저널 블로그에 올브라이트의 험담을 늘어놓고, 대학의 데이터베스를 해킹해 여학생의 사진을 훔쳐 페이스매시(Facemash)라는 캠퍼스 웹사이트를 제작한다. 이 웹사이트는 방문자들이 그들의 매력을 평가하게 만들어졌다. 하버드 컴퓨터 네트워크의 일부가 사이트의 트래픽을 감당하지 못해 사이트는 닫히고 저커버그는 6달간의 학사 경고를 받는다. 하지만, 페이스메시의 유명세는 하버드의 상급생에게까지 퍼졌고 카메론 윙클보스와 타일러 윙클보스 형제, 그들의 비즈니스 파트너 디비야 나렌드라도 그 소식을 접한다. 이 셋은 저커버그를 하버드 학생 독점으로만 이용가능하게 한 하버드 커넥션이란 작업에 초대한다.
윙클보스 형제의 콘셉트에 참여하는 것에 동의한 그는 자신의 친구 에드아르도 새버린에게 접근하여 아이비리그 학생 독점으로 이용가능한 온라인 소셜 네트워크 웹사이트인 더 페이스북(Thefacebook)이란 아이디어를 제시한다. 새버린은 웹사이트 구축을 위해 1,000달러를 투자했고, 빠른 속도로 유명해진다. 더 페이스북에 대해 알게 된 윙클보스 형제와 나렌드라는 격분하고 그가 자신들의 아이디어를 몰래 훔쳐다 사용했다고 판단한다. 하버드 총장 래리 서머에게 이 문제를 제기하지만 그는 더 페이스북이 가치가 있는 걸로 보이지 않으며 웹사이트 자체도 문제될 게 없다는 입장이다.
새버린과 저커버그는 동급생인 크리스티 리에게 "Facebook me"라는 질문을 받고, 이는 그들에게 인상을 준다. 더 페이스북의 인기가 높아질수록 저커버그는 예일대, 컬럼비아대, 스탠포드대에까지 통신망을 넓이기로 한다. 리는 새버린과 저커버그를 냅스터의 공동설립자 숀 파커를 주선하고 숀은 만남 자리에서 회사가 "10억 달러"의 값어치가 있다고 말한다. 그리고 자리를 떠나면서 더 페이스북의 더를 빼라고 제안한다. 파커의 제안으로 팔로 알토로 회사가 이전되었으며 새버린은 사업 개발을 위해 뉴욕에 머무른다. 파커가 페이스북을 두 개 국가로 확대할 것을 약속한 뒤 저커버스는 그를 회사 본부로 마련한 장소에 초대한다.
헨리 로열 보트 경기에서 홀렌디아 로이클럽을 상대로 패한 윙클보스 형제는 페이스북이 옥스포드와 케임브리지, 런던 정경대까지 뻗어있을 것을 목격하고 지적 재산 절도를 근거로 회사를 고소하기로 마음먹는다. 한편 새버린은 파커가 페이스북 의사 결정에 개입함에 항의하며 다툼이 촉발, 회사의 은행 계좌를 동결한다. 이후 저커버그의 전화를 통해 피터 틸이 500,000달러를 투자했다는 소식을 듣고 화를 누그러뜨린다. 그러나 새버린은 새로운 투자 협약으로 인해 페이스북에 대한 자신의 지분이 34%에서 0.03%로 내려갈 수 있으며, 다른 모든 당사자의 지분은 유지된다는 사실을 알게 되면서 격분한다. 주커버그, 파커와 대립하는 새버린은 저커버그에게 회사의 주식 전부에 대해 소송을 제기하리라 일갈한 뒤 건물에서 자진해서 떠난다. 결국 새버린의 이름은 창업자 이름에서 사라진다. 뒤이어 파커가 연루된 코카인 소지 사건과 새버린에 대한 그의 비방은 저커버그로 하여금 파커와 관계를 끊게할 수 있음을 깨닫게 한다.
영화 전반에 걸쳐 저커버그와 페이스북에게 윙클보스 형제와 새버린이 각각 제기한 고소의 증언을 담은 씬이 삽입되어 있다. 윙클보스 형제는 저커버그가 자신의 아이디어를 훔쳤으며, 새버린은 페이스북 주식이 회사가 주식회사로 변모하는 사이 불공평하게 지분이 줄어들었다고 주장한다. 마지막 장면에서 저커버그의 변호를 맡은 신참 변호사 마릴린 델피는 그에게 새버린과 합의를 볼 것이라고 통보한다. 그리고 저커버그의 냉담한 언행은 배심원에게 굉장히 비호감적으로 보일 것이라고 경고한다. 모두가 떠난 뒤, 저커버거는 페이스북의 올브라이트 페이지에 접속하여 그녀에게 친구 추가 요청을 보내고 동시에 비틀즈의 노래 〈Baby, You're a Rich Man〉가 배경에 깔린다. 이후 그는 일정한 간격을 두고 새로고침을 반복한다.
에필로그에서는 “카메론과 타일런이 6,500만 달러의 합의금을 받고 비공개 계약을 체결했으며 2008년 베이징 올림픽에서 6위를 차지했다. 또 에두아르도 새버린은 알 수 없는 금액으로 합의를 보았고, 그의 이름은 페이스북 공동 창립자로 복원되었다. 이 웹사이트는 207개국에서 5억 명 이상의 회원을 보유하고 있으며 250억 달러 상당의 가치가 있다. 마크 저커버그는 전 세계 최연소 억만장자다.” 라는 말을 보여주며 영화를 끝낸다.

## 출연진

### 주연
- 제시 아이젠버그: 페이스북 창시자 마크 저커버그 역
- 앤드루 가필드: 마크 주커버그의 절친 에드와도 새버린 역

### 조연
- 저스틴 팀버레이크: 냅스터 창시자 숀 파커 역
- 아이미 해머: 캐머런 윙클보스 역
- 맥스 밍겔라: 디비아 나렌드라 역
- 루니 마라: 에리카 올브라이트 역
- 브라이언 바터: 빌리 올슨 역

## 기록
- 전미 박스오피스 10월 첫째주, 둘째주 1위
- 전미비평가협회 감독상 및 남우주연상 등 4개상 수상

## 같이 보기
- 페이스북